# Alexander Michaeletos
Alexander Michaletos (Johannesburg, 1992) is een Zuid-Afrikaans acteur.
Michaletos maakte zijn film- en acteerdebuut in 2005 in de film Duma. Deze film is geproduceerd door Carroll Ballard. Hij was het hoofdpersonage van de film Xan, over een twaalfjarige jongen die bevriend raakt met een cheeta met de naam Duma. Hij speelde samen met Eamonn Walker, Campell Scott en Hope Davis.
Hij werd ontdekt door de filmproducenten na een internationale zoektocht in New York, Londen, Canada en Chicago. Uiteindelijk kwamen ze terecht in Zuid-Afrika.